# Lyriel
Lyriel est un groupe de folk metal allemand, originaire de Gummersbach. Formé en 2003, le groupe compte à son actif cinq albums studio, un DVD live (Live auf Burg Greifenstein en 2005) et une compilation des deux premiers albums (The First Chapters sortie en 2009).

## Biographie
La formation du groupe reste inchangée jusqu'en 2008. Lyriel joue en ouverture lors de concerts pour des groupes comme Elis, Visions of Atlantis, Regicide, Xandria, Schandmaul, Corvus Corax, Saltatio Mortis, Oomph, Schelmish, Korpiklaani et Manfred Mann's Earth Band.
En 2005, ils tournent en Allemagne, en Autriche et en Belgique avec Elis et Visions of Atlantis. En février 2006, Lyriel joue la tournée Romantic Darkness Tour avec Regicide et Xandria. Plus encore, ils jouent au festival Celtic Rock à Greifenstein, Hesse. Une vidéo du concert est filmée. Le premier album du groupe, Prisonworld, est publié le 17 janvier 2005. La chanson Lind e-huil est notable pour ses paroles en sindarin, la langue fictive créée par J. R. R. Tolkien. La chanson The Symmetry of Disfiguration s'inspire de la série Elfquest de Wendy et Richard Pini.
Leur deuxième album, Autumntales, est publié le 29 septembre 2006. Il comprend une reprise de la chanson Hijo de la Luna. Lusage des instruments à cordes et la voix de Jessica Thierjung sont félicités par la presse spécialisée. La chanson My Favourite Dream, enregistrée aux côtés de Sabine Dünser d'Elis, est considérée comme la chanson la plus agressive de l'album. En septembre 2008, le batteur Daniel de Beer quitte le groupe, et est remplacé par Marcus Fidorra. Depuis ce moment, la formation connait plusieurs changements.
The First Chapters, une compilation remasterisée comprenant les deux premiers albums du groupe, est publié en 2009. Un nouvel album, Paranoid Circus, suit le 29 janvier 2010. Le doubleur allemand Simon Jäger, connu pour avoir prêté sa voix aux personnages de Heath Ledger et Matt Damon, participe à l'album, plus précisément à l'introduction et à la piste The Wolf. La presse spécialisée allemande et autrichienne s'accordent sur le fait que l'album manque de vélocité comparé aux précédents opus,,. L'album est réédité au label AFM Records en avril 2011 avec une nouvelle couverture, et deux chansons bonus.
Lyriel signe avec AFM Records en 2011. Un quatrième album, intitulé Leverage, est publié en février 2012. Il comprend un mélange de folk rock soft et de metal symphonique,, ainsi qu'un duo avec le chanteur de Schandmaul, Thomas Lindner. Leverage est bien accueilli par la presse spécialisée allemande, autrichienne et britannique, mais « perd un peu de panache avant la fin », et le groupe n'aurait jamais dû évoluer vers un style de metal plus agressif,. Leverage comprend deux chansons The Road Not Taken et Parting qui s'inspirent des paroles de Robert Frost et Charlotte Brontë, respectivement. La version longue comprend Everything's Coming Up Roses de Black.
Le cinquième album du groupe, Skin and Bones, est publié en septembre 2014 après le départ du bassiste Steffen Feldmann. En mars 2015, le membre fondateur Oliver Thierjung annonce son départ à cause de problèmes de santé. Il est remplacé par Thomas Raser en avril la même année. Toujours en avril 2015, le groupe publie son EP spécial dixième anniversaire, simplement intitulé 10.

## Style musical et influences
Le groupe considère sons smusical de Dark Romantic Celtic Rock. Le répertoire de Lyriel oscille entre ballades médiévales et morceaux de rock hard mêlés à des éléments de musique classique et de folk. Les débuts sont comparés à Blackmore's Night,, mais le groupe évolue par la suite vers du metal symphonique, mêlé à du metal gothique.

## Membres

### Membres actuels
- Jessica Thierjung - chant
- Oliver Thierjung - guitare, voix
- Linda Laukamp - violoncelle, voix
- Matthias Kirchler - basse
- Marcus Fidorra - batterie, percussions
- Martin Ahmann - clavier
- Johannes Anand - violon

### Anciens membres
- Sven Engelmann - basse
- Daniel de Beer - batterie, percussions (2003 - 2008)
- Joon Laukamp - violon

## Discographie

### Albums studio
- 2005 : Prisonworld
- 2006 : Autumntales
- 2010 : Paranoid Circus
- 2012 : Leverage
- 2014 : Skin and Bones

### Album live
- 2005 : Live auf Burg Greifenstein

### Compilation
- 2009 : The First Chapters